# Jaroslav Jankovec
Jaroslav Jankovec, češki skladatelj in dirigent, * 26. april 1896,  Malenice, Češka, † 6. september 1961, Praga, Češka.
Njegov skladateljski opus sestavljajo večinoma operete in filmska glasba.
V ljubljanski Operi je bila pred drugo svetovno vojno uprizorjena opereta Veseli studenček.